# A.J.ピアジンスキー
アンソニー・ジョン・ピアジンスキー（Anthony John Pierzynski, 1976年12月30日 - ）は、アメリカ合衆国ニューヨーク州ブリッジハンプトン出身のタレント・司会者、元TNA所属のプロレスラー、元プロ野球選手（捕手）。右投左打。ポーランド系アメリカ人である。

## 経歴

### ツインズ時代
1994年のMLBドラフトでミネソタ・ツインズから3巡目（全体71位）指名を受け、6月9日に契約を結んだ。高校時代のチームメイトにはジョニー・デイモンがいた。契約後はルーキー級ガルフ・コーストリーグ・ツインズで43試合に出場し、打率.289、1本塁打、19打点だった。
1995年はルーキー級エリザベストン・ツインズとA級フォートウェイン・ウィザーズでプレー。A級では22試合に出場し、打率.310、2本塁打、14打点だった。
1996年はA級フォートウェインで114試合に出場し、打率.274、7本塁打、70打点だった。
1997年はA+級フォートマイヤーズ・ミラクルで118試合に出場し、打率.279、9本塁打、64打点、2盗塁だった。
1998年2月24日にツインズと1年契約に合意。開幕後はAA級ニューブリテン・ロックキャッツとAAA級ソルトレイク・バズでプレー。AAA級ソルトレイクでは59試合に出場し、打率.255、7本塁打、30打点、3盗塁だった。9月8日にメジャーへ昇格し、9月9日のアナハイム・エンゼルス戦でメジャーデビュー。5回表から捕手の守備に就き、2打数無安打に終わった。この年は7試合に出場し、打率.300、1打点だった。
1999年2月15日にツインズと1年契約に合意。3月24日にAAA級ソルトレイクへ配属され、開幕を迎えた。5月16日にメジャーへ昇格。昇格後は6試合に出場したが、打率.167と結果を残せず、5月26日にAAA級ソルトレイクへ降格。6月1日に打率.300にメジャーへ再昇格し、3試合に出場したが、6月19日に再びAAA級ソルトレイクへ降格。その後はメジャーへ昇格できず、9試合の出場にとどまり、打率.273、3打点だった。
2000年2月29日にツインズと1年契約に合意。3月16日にAAA級ソルトレイクへ異動した。開幕後はAAA級とAA級ニューブリテンでプレー。AAA級では41試合に出場し、打率.335、4本塁打、25打点、1盗塁だった。8月13日にメジャーへ昇格。昇格後はマシュー・リークロイのバックアップとして33試合に出場し、打率.307、2本塁打、11打点、1盗塁だった。
2001年2月5日にツインズと1年契約に合意。この年は前年正捕手のリークロイが不調で先発から外され、開幕から正捕手に抜擢。114試合に出場し、打率.289、7本塁打、55打点、1盗塁だった。
2002年3月4日にツインズと1年契約に合意。前半戦71試合で打率.320、6本塁打、32打点、1盗塁と活躍し、7月にオールスターに初選出された。この年は130試合に出場し、打率.300、6本塁打、49打点、1盗塁だった。
2003年3月10日にツインズと1年契約に合意。この年は137試合に出場し、打率.312、11本塁打、74打点、3盗塁だった。オフにツインズは2001年のドラフト1位である捕手のジョー・マウアーをメジャーに昇格させることを決めたため、ピアジンスキーは構想外となった。

### ジャイアンツ時代
2003年11月14日にブーフ・ボンサー、フランシスコ・リリアーノ、ジョー・ネイサンとのトレードでサンフランシスコ・ジャイアンツへ移籍した。ジャイアンツはピアジンスキーの獲得に際し、後にツインズのクローザーとなるネイサン、先発ローテーションの一角を担うようになるリリアーノとボンサーをまとめて放出しており、「史上最悪のワンサイド（一方的な）・トレード」としてファンや地元メディアの不評を買った。
2004年2月18日にジャイアンツと1年契約に合意。前年オフに正捕手のベニート・サンティアゴが退団したため、開幕から正捕手の座を獲得。131試合に出場し、打率.272、11本塁打、77打点だった。オフに後述のトラブルが原因で、12月14日にジャイアンツから放出された。

### ホワイトソックス時代
2005年1月6日にシカゴ・ホワイトソックスと225万ドルの1年契約を結んだ。前年ホワイトソックスは捕手を固定できず、開幕後は正捕手として起用された。この年は128試合に出場し、打率.257、18本塁打、56打点だった。オフの12月19日にホワイトソックスと総額1500万ドルの3年契約を結んだ。
2006年も開幕後は正捕手として起用されていたが、5月20日のシカゴ・カブス戦・2回裏一死満塁（ピアジンスキーは三塁走者）の場面で、ブライアン・アンダーソンが左犠飛を放ったため、タッチアップで本塁へ進入した際に、本塁を塞いでいた捕手のマイケル・バレットにタックルした。バレットがボールを落としたため、判定はセーフとなったが、この行為に怒ったバレットがピアジンスキーを殴り、アンダーソンがカブスの一塁手であるジョン・メイブリーを殴るなど、乱闘騒ぎとなった。5月26日にMLB機構はバレットに10試合、アンダーソンに5試合の出場停止処分を発表したが、ピアジンスキーは2000ドルの罰金となった。前半戦76試合で打率.320、6本塁打、29打点と活躍。同年のオールスターファン投票では、捕手部門で3位以内にもランクインしなかったが、オンライン投票で最後の1枠を決める最終投票にノミネートされ、本拠地であるUSセルラー・フィールドでは「パンチA.J.」キャンペーンが盛んに行われていたこともあり、4年ぶりに選出された。この年は140試合に出場し、打率.295、16本塁打、64打点、1盗塁だった。
2007年も正捕手を務め、4月18日のテキサス・レンジャーズ戦でマーク・バーリーがノーヒットノーランを達成した際にも捕手を務めた。バーリーは「彼のサインには1度も首を振っていない。彼に大きな信頼を寄せているから、彼のサインに従って投げているよ」と話している。6月7日のニューヨーク・ヤンキース戦で、8回裏に三振した際にヘルメットをホームプレートに投げたため、球審のボブ・デービッドソンから退場宣告されたが、その判定にうんざりしたピアジンスキーはバットをプレートに叩きつけた。試合後にピアジンスキーは「彼の判定は正しかったよ。ここ数日フラストレーションが溜まっていて、冷静さを失っていたんだ」と話している。MLB機構はこの行為に対し、1試合の出場停止処分を発表した。この年は136試合に出場し、打率.263、14本塁打、50打点、1盗塁だった。
2008年は134試合に出場し、打率.281、13本塁打、60打点、1盗塁だった。チームはアメリカンリーグディビジョンシリーズへ進出し、全4試合に出場。13打数5安打で打率.385・1打点を記録したが、チームは敗退した。
2009年は138試合に出場し、打率.300、13本塁打、49打点、1盗塁だった。
2010年はホワイトソックス内でトレード話が活発となり、この年契約最終年のピアジンスキーもその一人となった。開幕直後から守備・打撃ともに経験豊富な捕手を必要としているレンジャーズなど数球団のトレードが急浮上し、ピアジンスキーは「トレード拒否権を持っているポール・コネルコ以外の選手はトレードされるし、私もその一人だ。別に驚いていないよ」と話していたが、すべて破談となった。この年は128試合に出場し、打率.270・、9本塁打、56打点、3盗塁だった。オフの12月3日にホワイトソックスと総額800万ドルの2年契約を結んだ。
2011年は前半戦80試合で、打率.297、3本塁打、29打点と好調を維持していたが、8月16日に左手首の故障で15日間の故障者リスト入りした。9月2日に復帰。この年は129試合に出場し、打率.287、8本塁打、48打点だった。
2012年の4月21日にはシアトル・マリナーズ戦でフィリップ・ハンバーの完全試合の捕手を務めた。この試合でピアジンスキーはサインを見やすくするため右手の指に白いマニキュアを塗り、好リードを見せている。また、8月には5試合連続本塁打を記録した。この年は135試合に出場し、打率.278、27本塁打、77打点だった。オフの10月29日にFAとなった。11月8日に自身初となるシルバースラッガー賞を受賞した。FAとなったピアジンスキーにはヤンキース、レンジャーズ、タンパベイ・レイズなど数球団が調査を開始しており、ホワイトソックスはすでに2013年の総年俸が1億1000万ドルに達すると見られていたため、再契約を見送った。

### レンジャーズ時代
2012年12月26日にレンジャーズと750万ドルの1年契約を結んだ。
2013年は前年正捕手のマイク・ナポリが移籍したため、開幕から正捕手として起用された。移籍後3試合目の出場となった4月3日のアストロズ戦では、先発のダルビッシュ有が9回二死まで無安打、無四球に抑えたものの、マーウィン・ゴンザレスの安打で完全試合を逃した。この試合で完全試合を達成していれば、ロン・ハッシー以来2人目となる「完全試合を2度達成した捕手」だった。この年は134試合に出場し、打率.272・17本塁打・70打点・1盗塁だった。オフの10月31日にFAとなった。ピアジンスキーは9月4日のオークランド・アスレチックス戦でエースのダルビッシュとマウンド上で口論になるなどの問題があり、レンジャーズは2番手捕手でダルビッシュと相性の良いジオバニー・ソトと再契約したため、ピアジンスキーと再契約することはなかった。

### レッドソックス時代
2013年12月4日にボストン・レッドソックスと825万ドルの1年契約を結んだ。
2014年は開幕ロースター入りし、開幕後は正捕手として72試合に出場。打率.254、4本塁打、31打点という成績だったが、7月9日にDFAとなった。7月16日に放出された。

### カージナルス時代
2014年7月26日にセントルイス・カージナルスと契約した。移籍後は正捕手のヤディアー・モリーナが故障で離脱していたため、先発起用された。8月29日にモリーナが復帰したため、9月からバックアップとしてプレーした。チームはディビジョンシリーズへ進出したが、2番手捕手はトニー・クルーズが務めることになり、ロースター入りを逃したが、リーグチャンピオンシップシリーズ前にモリーナが故障で離脱したため、代役としてロースター入りした。シリーズでは2試合に出場したが、6打数1安打と結果を残せず、1勝3敗で迎えた第5戦はクルーズが先発起用された。オフの10月30日にFAとなった。

### ブレーブス時代
2015年1月7日にアトランタ・ブレーブスと200万ドル+出来高の1年契約を結んだ。11月2日にFAとなった。11月11日、ブレーブスと1年契約を結んだ。ブレーブスでは正捕手を務め、15年連続100試合以上となる113試合に出場。実に2009年以来となる打率.300に加え、9本塁打、49打点を記録し、打力の健在ぶりをアピールした。守備面では、失策こそ2個に留めて守備率.997と堅実さを見せたが、DRSは-13に終わり、低調な内容だった。
2016年は、8月17日に左ハムストリングの張りで15日間の故障者リスト入りし、9月1日に復帰したが9月11日に再び15日間の故障者リストに入り、9月17日には60日間の故障者リストに移ってシーズンを終えた。オフの11月3日にFAとなった。
2017年3月28日に現役引退を表明した。

### 現役引退後
ポッドキャスト番組「ファウル・テリトリー」の司会者を務めている。

## 人物
非常にアクの強い性格の持ち主として知られる。2012年6月に米雑誌メンズ・ジャーナルが現役選手100人を対象に行った「最も嫌われている選手」のアンケートでは34%の得票を集め、2位のアレックス・ロドリゲス（10%）に大差を付けて1位になった。選出理由には「メジャー5年未満の選手を何も知らない田舎者のように扱う」ことが挙げられた。また、相手打者を挑発するトラッシュ・トークや、審判を欺くプレーでも悪名高い。2011年9月にスポーツ・イラストレイテッド誌が現役選手215人を対象に行なった「最も卑劣な選手」のアンケートでも29%の得票で1位になっている。
ジャイアンツ時代はスプリング・トレーニングでコーチの股間を蹴ったことをはじめ、チームメイトの誘いを無視してポーカーに興じて練習をすっぽかしたり、相手打者の研究をするためのビデオを見ようとしなかったりと様々な問題を起こした。ピアジンスキーがチームメイトに謝罪したことで問題は一応解決したことになっていたが、シーズン終了後に自らチームを去った。ホワイトソックス移籍後の2006年には同じシカゴに本拠地を置くチーム同士の対決となったシカゴ・カブス戦で、カブスの捕手マイケル・バレットと殴り合いを演じ、ピアジンスキー、バレットを含む4選手が退場になった。また、2012年にはロン・ワシントン監督が自らをオールスターに選ばなかったことを逆恨みし、公然と批判した。
ホワイトソックス時代の監督だったオジー・ギーエンは、ピアジンスキーについて「あいつが敵なら嫌な奴だけど、味方にすれば少しはマシだよ」とコメントしている。本人は批判を意に介せず、「俺は勝つためにここにいるんだし、そのためにできることは何でもやる。何を言われたり書かれようが、それは俺のコントロール範疇外。俺にできるのは勝利のために全力を尽くすことだ。フィールドでの自分の振る舞いには誇りを感じている」と述べている。
2011年から2013年はFOXスポーツのポストシーズン中継でゲスト解説者を務めた。

## 詳細情報

### 年度別打撃成績
| 年 度     | 球 団     | 試 合 | 打 席 | 打 数 | 得 点 | 安 打 | 二 塁 打 | 三 塁 打 | 本 塁 打 | 塁 打 | 打 点 | 盗 塁 | 盗 塁 死 | 犠 打 | 犠 飛 | 四 球 | 敬 遠 | 死 球 | 三 振 | 併 殺 打 | 打 率 | 出 塁 率 | 長 打 率 | O P S |
| --------- | --------- | ----- | ----- | ----- | ----- | ----- | -------- | -------- | -------- | ----- | ----- | ----- | -------- | ----- | ----- | ----- | ----- | ----- | ----- | -------- | ----- | -------- | -------- | ----- |
| 1998      | MIN       | 7     | 13    | 10    | 1     | 3     | 0        | 0        | 0        | 3     | 1     | 0     | 0        | 0     | 1     | 1     | 0     | 1     | 2     | 0        | .300  | .385     | .300     | .685  |
| 1999      | MIN       | 9     | 24    | 22    | 3     | 6     | 2        | 0        | 0        | 8     | 3     | 0     | 0        | 0     | 0     | 1     | 0     | 1     | 4     | 0        | .273  | .333     | .364     | .697  |
| 2000      | MIN       | 33    | 96    | 88    | 12    | 27    | 5        | 1        | 2        | 40    | 11    | 1     | 0        | 0     | 1     | 5     | 0     | 2     | 14    | 1        | .307  | .354     | .455     | .809  |
| 2001      | MIN       | 114   | 405   | 381   | 51    | 110   | 33       | 2        | 7        | 168   | 55    | 1     | 7        | 1     | 3     | 16    | 4     | 4     | 57    | 7        | .289  | .322     | .441     | .763  |
| 2002      | MIN       | 130   | 469   | 440   | 54    | 132   | 31       | 6        | 6        | 193   | 49    | 1     | 2        | 2     | 3     | 13    | 1     | 11    | 61    | 14       | .300  | .334     | .439     | .773  |
| 2003      | MIN       | 137   | 533   | 487   | 63    | 152   | 35       | 3        | 11       | 226   | 74    | 3     | 1        | 2     | 5     | 24    | 12    | 15    | 55    | 13       | .312  | .360     | .464     | .824  |
| 2004      | SF        | 131   | 510   | 471   | 45    | 128   | 28       | 2        | 11       | 193   | 77    | 0     | 1        | 2     | 3     | 19    | 4     | 15    | 27    | 27       | .272  | .319     | .410     | .729  |
| 2005      | CWS       | 128   | 497   | 460   | 61    | 118   | 21       | 0        | 18       | 193   | 56    | 0     | 2        | 1     | 1     | 23    | 5     | 12    | 68    | 13       | .257  | .308     | .420     | .728  |
| 2006      | CWS       | 140   | 543   | 509   | 65    | 150   | 24       | 0        | 16       | 222   | 64    | 1     | 0        | 3     | 1     | 22    | 6     | 8     | 72    | 10       | .295  | .333     | .436     | .769  |
| 2007      | CWS       | 136   | 509   | 472   | 54    | 124   | 24       | 0        | 14       | 190   | 50    | 1     | 1        | 1     | 3     | 25    | 5     | 8     | 66    | 21       | .263  | .309     | .403     | .712  |
| 2008      | CWS       | 134   | 570   | 534   | 66    | 150   | 31       | 1        | 13       | 222   | 60    | 1     | 0        | 3     | 6     | 19    | 5     | 8     | 71    | 14       | .281  | .312     | .416     | .728  |
| 2009      | CWS       | 138   | 535   | 504   | 57    | 151   | 22       | 1        | 13       | 214   | 49    | 1     | 1        | 3     | 3     | 24    | 6     | 1     | 52    | 18       | .300  | .331     | .425     | .755  |
| 2010      | CWS       | 128   | 503   | 474   | 43    | 128   | 29       | 0        | 9        | 184   | 56    | 3     | 4        | 6     | 2     | 15    | 2     | 6     | 39    | 17       | .270  | .300     | .388     | .688  |
| 2011      | CWS       | 129   | 500   | 464   | 38    | 133   | 29       | 1        | 8        | 188   | 48    | 0     | 0        | 2     | 6     | 23    | 6     | 5     | 33    | 19       | .287  | .323     | .405     | .728  |
| 2012      | CWS       | 135   | 520   | 479   | 68    | 133   | 18       | 4        | 27       | 240   | 77    | 0     | 0        | 1     | 4     | 28    | 5     | 8     | 78    | 8        | .278  | .326     | .501     | .827  |
| 2013      | TEX       | 134   | 529   | 503   | 48    | 137   | 24       | 1        | 17       | 214   | 70    | 1     | 1        | 0     | 6     | 11    | 2     | 9     | 76    | 14       | .272  | .297     | .425     | .722  |
| 2014      | BOS       | 72    | 274   | 256   | 19    | 65    | 1        | 10       | 4        | 89    | 31    | 0     | 0        | 1     | 4     | 9     | 2     | 4     | 40    | 11       | .254  | .286     | .348     | .633  |
| 2014      | STL       | 30    | 88    | 82    | 6     | 20    | 2        | 0        | 1        | 25    | 6     | 0     | 1        | 0     | 0     | 5     | 0     | 1     | 14    | 2        | .244  | .295     | .305     | .600  |
| '14計     | STL       | 102   | 362   | 338   | 25    | 85    | 12       | 1        | 5        | 114   | 37    | 0     | 1        | 1     | 4     | 14    | 2     | 5     | 54    | 13       | .251  | .288     | .337     | .625  |
| 2015      | ATL       | 113   | 436   | 407   | 38    | 122   | 24       | 1        | 9        | 175   | 49    | 0     | 2        | 0     | 3     | 19    | 2     | 7     | 37    | 19       | .300  | .339     | .430     | .769  |
| 2016      | ATL       | 81    | 259   | 247   | 15    | 54    | 15       | 0        | 2        | 75    | 23    | 1     | 0        | 0     | 3     | 6     | 1     | 3     | 29    | 13       | .219  | .243     | .304     | .547  |
| MLB：19年 | MLB：19年 | 2059  | 7815  | 7290  | 807   | 2043  | 407      | 24       | 188      | 3062  | 909   | 15    | 23       | 28    | 58    | 308   | 68    | 129   | 895   | 241      | .280  | .319     | .420     | .739  |

- 各年度の太字はリーグ最高

### 年度別守備成績
| 年 度 | 球 団 | 捕手（C） | 捕手（C） | 捕手（C） | 捕手（C） | 捕手（C） | 捕手（C） | 捕手（C） | 捕手（C） | 捕手（C） | 捕手（C） | 捕手（C） |
| 年 度 | 球 団 | 試 合     | 刺 殺     | 補 殺     | 失 策     | 併 殺     | 守 備 率  | 捕 逸     | 企 図 数  | 許 盗 塁  | 盗 塁 刺  | 阻 止 率  |
| ----- | ----- | --------- | --------- | --------- | --------- | --------- | --------- | --------- | --------- | --------- | --------- | --------- |
| 1998  | MIN   | 6         | 33        | 2         | 0         | 1         | 1.000     | 0         | 5         | 4         | 1         | .200      |
| 1999  | MIN   | 9         | 35        | 2         | 0         | 1         | 1.000     | 1         | 2         | 1         | 1         | .500      |
| 2000  | MIN   | 32        | 160       | 10        | 0         | 3         | 1.000     | 2         | 16        | 10        | 6         | .375      |
| 2001  | MIN   | 110       | 611       | 44        | 10        | 7         | .985      | 4         | 65        | 44        | 21        | .323      |
| 2002  | MIN   | 124       | 757       | 41        | 3         | 3         | .996      | 2         | 64        | 45        | 19        | .297      |
| 2003  | MIN   | 135       | 843       | 45        | 6         | 6         | .993      | 5         | 66        | 46        | 20        | .303      |
| 2004  | SF    | 118       | 697       | 56        | 1         | 6         | .999      | 9         | 66        | 51        | 15        | .227      |
| 2005  | CWS   | 128       | 803       | 48        | 1         | 8         | .999      | 7         | 102       | 79        | 23        | .225      |
| 2006  | CWS   | 132       | 795       | 62        | 3         | 4         | .997      | 10        | 115       | 90        | 25        | .217      |
| 2007  | CWS   | 130       | 796       | 46        | 2         | 6         | .998      | 14        | 82        | 62        | 20        | .244      |
| 2008  | CWS   | 131       | 913       | 54        | 9         | 8         | .991      | 5         | 117       | 96        | 21        | .179      |
| 2009  | CWS   | 131       | 879       | 50        | 5         | 8         | .995      | 7         | 129       | 99        | 30        | .233      |
| 2010  | CWS   | 127       | 865       | 61        | 5         | 5         | .995      | 3         | 102       | 75        | 27        | .265      |
| 2011  | CWS   | 120       | 817       | 65        | 4         | 4         | .995      | 4         | 118       | 94        | 24        | .203      |
| 2012  | CWS   | 126       | 899       | 71        | 6         | 8         | .994      | 8         | 103       | 76        | 27        | .262      |
| 2013  | TEX   | 119       | 892       | 65        | 2         | 8         | .998      | 6         | 73        | 49        | 24        | .329      |
| 2014  | BOS   | 64        | 464       | 28        | 3         | 2         | .994      | 5         | 47        | 38        | 9         | .191      |
| 2014  | STL   | 23        | 155       | 6         | 2         | 1         | .988      | 0         | 14        | 12        | 2         | .143      |
| '14計 | STL   | 87        | 619       | 34        | 5         | 3         | .992      | 5         | 61        | 50        | 11        | .180      |
| 2015  | ATL   | 107       | 729       | 44        | 2         | 7         | .997      | 5         | 88        | 67        | 21        | .239      |
| 2016  | ATL   | 64        | 457       | 23        | 4         | 5         | .992      | 5         | 57        | 43        | 14        | .246      |
| MLB   | MLB   | 1936      | 12600     | 823       | 68        | 101       | .995      | 102       | 1431      | 1081      | 350       | .245      |

- 各年度の太字はリーグ最高

### 表彰
- シルバースラッガー賞（捕手部門）：1回（2012年）

### 記録
- MLBオールスターゲーム選出：2回（2002年、2006年）

### 背番号
- 9（1998年 - 1999年）
- 26（2000年 - 2003年）
- 36（2004年）
- 12（2005年 - 2013年、2014年途中 - 同年終了）
- 40（2014年 - 同年途中）
- 35（2014年途中 - 同年途中）
- 15（2015年 - 2016年）